# Йосиф (Сліпий)

Єпископський герб Патріарха Йосипа (Сліпого) з написом «Per aspera ad astra» (з лат. — «Крізь терни до зірок»)

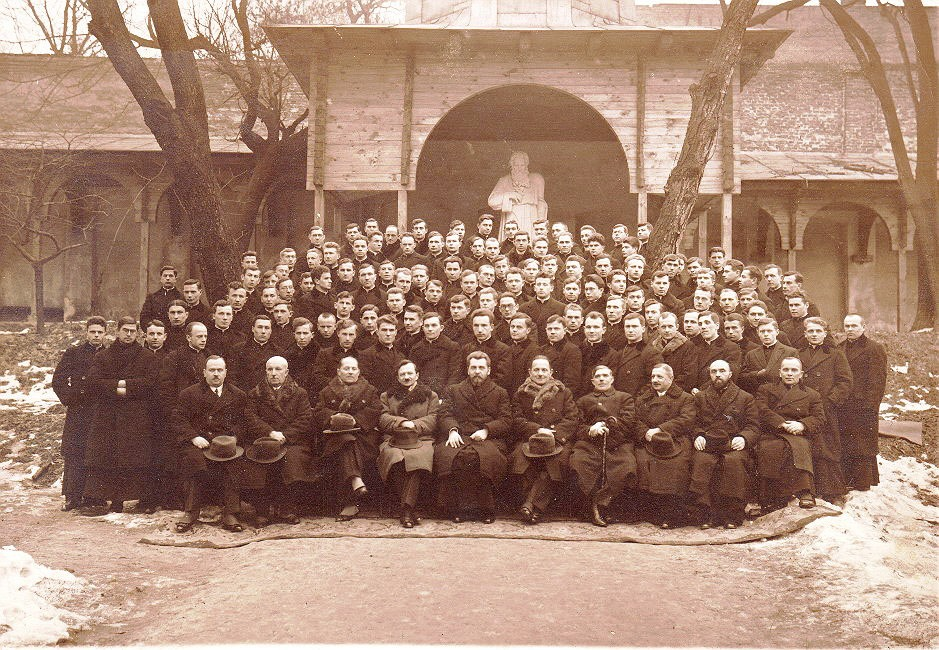
Ректор Греко-Католицької Богословської Академії у Львові о. Йосиф Сліпий разом з викладачами і студентами цієї Академії. (1936 р.)

Верхо́вний Архієпи́скоп Йо́сиф Сліпи́й (Йосип Іванович Сліпий, прізвище при народженні — Коберни́цький-Дичко́вський; 17 лютого 1892, Заздрість — 7 вересня 1984, Рим) — український церковний діяч, єпископ Української греко-католицької церкви, кардинал католицької церкви; з 1 листопада 1944 року — Митрополит Галицький та Архієпископ Львівський, з 23 грудня 1963 року — Верховний Архієпископ Львівський — предстоятель Української греко-католицької церкви.

## Життєпис

### Ранні роки
Йосиф Сліпий народився 17 лютого 1892 року в селі Заздрість, Теребовлянського повіту в багатодітній родині. Батько — Іван Коберницький-Сліпий, мати — Анастасія Дичковська. Дід мав сільське прізвисько «Сліпий»: за переданням, цей псевдонім походив від одного з предків, якого 1709 року московити осліпили за те, що він воював під Полтавою проти царя Петра І на боці гетьмана Івана Мазепи та шведського короля Карла XII. Предки Й. Сліпого спродували товар, зокрема, на ринку в Бучачі, де їх ніхто не знав.
У 1898—1901 роках навчався в початковій школі села Заздрість. З другого класу вивчав польську, німецьку мови. 1911 року з відзнакою закінчив Тернопільську українську гімназію, здобув атестат зрілості. Під час візитації Тернопільщини митрополит Андрей відвідав гімназію, де вперше побачив юного Й. Сліпого в церковному хорі гімназії. Юнак запам'ятався йому високим зростом (під 2 метри), могутнім, красивим басом. Фактично, митрополит взяв його під опіку.
Вступив до Львівської духовної семінарії 1911 року, де, зустрівшись з митрополитом Андреєм Шептицьким, молодий юнак спитав поради: «Чи бажання розпочати університетські студії може бути перешкодою до священства»? Глава УГКЦ розвіяв сумніви Йосифа: «Можна дуже добре користуватися наукою і навчанням в час служби Богові і це зовсім не є в контрасті з тайною священства». Як зазначає біограф Йосифа Сліпого — єпископ Іван Хома, — митрополит Андрей, бачачи природні обдарування Йосипа, посилає його на навчання до Інсбрука, в Австрію, та в богословську колегію «Канізіянум».

### Церковна кар'єра
Після повернення з ув'язнення в Росії митрополит Андрей 30 вересня 1917 року в Унівській лаврі висвятив Йосипа Сліпого на священника. У 1918 році в Інсбруці Сліпий захистив докторську дисертацію на тему «Поняття про вічне життя в євангелії св. Йоана» (нім. Die Auffassung des ewigen Lebens nach dem heiligen Evangelisten Johannes); 1921 року — габілітаційну працю «Вчення візантійського патріарха Фотія про Святу Трійцю» (нім. Die Trinitatslehre des byzantinischen Patriarchen Photios).
По недовгій душпастирській праці з 1922 року — професор догматики греко-католицької Львівської духовної семінарії, з 1926 року — її ректор. Організатор Богословського наукового товариства, з 1926 року — його незмінний голова: написав для нього статут, згуртував навколо себе науковців. З 1923 року — засновник, редактор квартальника «Богословія». Розбудовував у 1929 році за дорученням митрополита Андрея Шептицького семінарію. 14 квітня 1929 року став ректором Львівської Богословської академії, урочиста інавгурація відбулася 6 жовтня 1929 року.

### Участь у світському й духовному житті
З 1926 року — член кураторії Українського національного музею у Львові, з 1931 року — заступник голови Українського католицького союзу.
За наукові заслуги, активність у розбудові культурно-національного і релігійного життя в 1930 році його обрано дійсним членом Наукового товариства імені Шевченка.
З 1935 року — соборовий крилошанин, митрат, архідиякон Львівської митрополичої капітули.
Відбув низку наукових подорожей Західною Європою, до Святої землі, брав активну участь в унійних конгресах у Велеграді, Празі, Пінську, в 1936 році організував унійний з'їзд у Львові.

### Період радянської та німецько-нацистської окупацій
17 вересня 1939 року, відповідно до пакту Молотова — Ріббентропа західні землі України були приєднані до УРСР. Того ж дня митрополит Андрей Шептицький призначив екзархів на території СРСР і негайно звернувся до Святого Престолу з проханням про затвердження нових призначень. Через радянську окупацію Галичини контакти з Апостольською столицею були унеможливлені. Лише 22 грудня 1941 року, під час окупації України військами нацистської Німеччини, митрополит Шептицький отримав з Конгрегації східної церкви інформацію про те, що Папа Пій XII підтвердив призначення екзархів. Зокрема, згідно з декретом Святого Престолу, єпископ Йосиф Сліпий був призначений екзархом Великої України[уточнити]. Після арешту в квітні 1945 року, він, а також єпископ Миколай Чарнецький під час допитів свідчили, що до душпастирської території Йосифа Сліпого як екзарха, крім Великої України, належали також Кавказ та Крим; у документах Конгрегації ця інформація відсутня.
30 червня 1941 року Й. Сліпий підтримав Акт відновлення Української держави.
По смерті митрополита Андрея Шептицького 1 листопада 1944 року перебрав провід над Галицькою митрополією. Разом з іншими українськими католицькими владиками 11 квітня 1945 року заарештований радянською владою, під час слідства перебував у львівській тюрмі на Лонцького; засуджений на 8 років важких робіт. Рік по тому, під тиском подібних репресій, було здійснено «самоліквідацію» Української греко-католицької церкви.
Відкидаючи постійні радянські пропозиції переходу на православ'я (зокрема пост митрополита Київського РПЦ), був далі засуджений у 1953, 1957, 1962 роках. Відбув разом 18 років заслання у таборах Сибіру, Мордовії, зокрема в Потьмі (табори Дубравлаг), Красноярського краю.
Під час ув'язнення тривалий час хворів, неодноразово перебував на межі між життям та смертю. Під час одного з приступів був врятований колишнім капеланом литовських повстанців — «Лісових братів» (вколов пеніцилін). Його взяли під захист вояки УПА.
За даними Миколи Посівнича, Й. Сліпий називав роки ув'язнення втраченими. Був пригнічений, бо найкращий період життя (з точки зору продуктивної праці) минув у товаристві кримінальників, вульгарних слідчих, наглядачів. Кілька разів йому ламали руки, ноги, мав купу хвороб, обморожені кінцівки.

### Звільнення з радянської неволі та геополітичні наслідки
Останні наукові дослідження свідчать, що Йосипа Сліпого звільнено не в ході Карибської (Кубинської) кризи (два не пов'язані паралельні процеси), а в ході її розв'язання для досягнення ядерної розрядки і порятунку людства. Непохитна позиція Йосифа Сліпого щодо сповідування християнства, неприйняття радянською владою греко-католицької течії зробила українського митрополита необхідним елементом реального доказу президенту США католику Джону Кеннеді та Папі Івану XXIII серйозності намірів керівника СРСР Микити Хрущова щодо бажання ядерної розрядки в умовах таємних перемовин. Наслідком звільнення митрополита Й. Сліпого 12 січня 1963 року, на публічне прохання Ватикану, офіційно рішенням Верховної Ради СРСР у статусі ворога радянської держави, стало не лише відведення ядерних ракет з ряду територій, а головно — створення і підписання 5 серпня 1963 року в Москві міжнародного Договору про заборону випробувань ядерної зброї в атмосфері, космічному просторі й під водою, який є чинним. Джону Кеннеді в ході ініційованих Папою таємних перемовин у Москві, які проводив американський журналіст Норман Казенс під виглядом інтерв'ю, потрібна була вагома гарантія намірів Хрущова дотримуватися слова в перемовинах про замирення. Папа Римський Іван XXIII віднайшов таку гарантію — звільнення ворога СРСР і, особистого ворога М.Хрущова –  Й.Сліпого.
Кардинал страшенно дратував першого секретаря ЦК КПРС, в минулому керівника Радянської України (безпорадного щодо митрополита в очах Йосипа Сталіна Лаврентія Берії та інших партійних «босів»), бо за 18 років ув'язнення і знущань Й.Сліпий так і не погодився очолити РПЦ в Україні. Більш того, перебуваючи в ув'язненні, таємно здійснював пастирську місію в таборах атеїстів! Іншого варіанту як звільнення Й.Сліпого М.Хрущову не пропонували, бо такого високого рівня гарантій для президента США, є всі підстави вважати, не існувало. Звільнення Й.Сліпого, здійснилося не завдяки, а саме всупереч бажанню Хрущова, щоб продовжити зупинені президентом США перемовини про припинення ракентно-ядерного протистояння планетарного масштабу. І саме звільнення українського бранця запустило процес ядерної розрядки.
Неперевершений комунікатор Н.Казенс, ламаючи супротив М.Хрущова в люб'язному діалозі, майстерно ставив на одну шальку ваг звільнення українського митрополита, а на іншу, по наростаючій, в порядку «торгу» — низку можливостей:
1.    Налагодження стосунків з Ватиканом (визнання комуністичного ладу) і зниження градусу ідеологічної конфронтації.
2.    Приєднання ізольованого СРСР до міжнародного співробітництва, перш за все з країнами Заходу.
3.    Налагодження добросусідських стосунків із США.
4.    Договір про заборону ядерних випробувань.
5.    Рух до вирішення питання розділеної Німеччини (і Західного Берліну).
6.    Зміцнення ООН для запобігання анархії на світовій арені і новій світовій війні.
7.    Завершення Холодної війни та гонки озброєнь.
У цей же час, за лаштунками цих перемовин, кардинал Йоганнес Віллебрандс, що очолював Секретаріат зі сприяння християнській єдності (PCPCU) під керівництвом кардинала Августина Беа, в контактах з урядом «СССР» звільнення архієпископа Й.Сліпого «ставив на шальку інших терезів»:
8. Присутність Російської православної церкви на Другому Ватиканському Соборі
9. Відкриття дипломатичних відносин із Ватиканом.

### На волі після заслання
Унаслідок численних публічних заходів впливових осіб, в тому числі 113 депутатів французького парламенту, зусиль 9 сенаторів США, що пропонували зробити звільнення Йосипа Сліпого справою ООН, з ініціативи папи-миротворця Івана XXIII напередодні Другого Вселенського Ватиканського собору, митрополита було звільнено з ув'язнення. Його першим запитанням по отриманні документа про свободу було: «А чи стала вільною Церква?».
9 лютого 1963 року прибув до Риму, оселився у Ватикані. Папа Іван XXIII при зустрічі Й.Сліпого виходив за рамки протоколу на вшанування мученика, сповідника віри: встав і пішов на зустріч, й схилився і в такий спосіб, зігнутий, слухав митрополита, що впав на коліна зі словами подяки за звільнення.

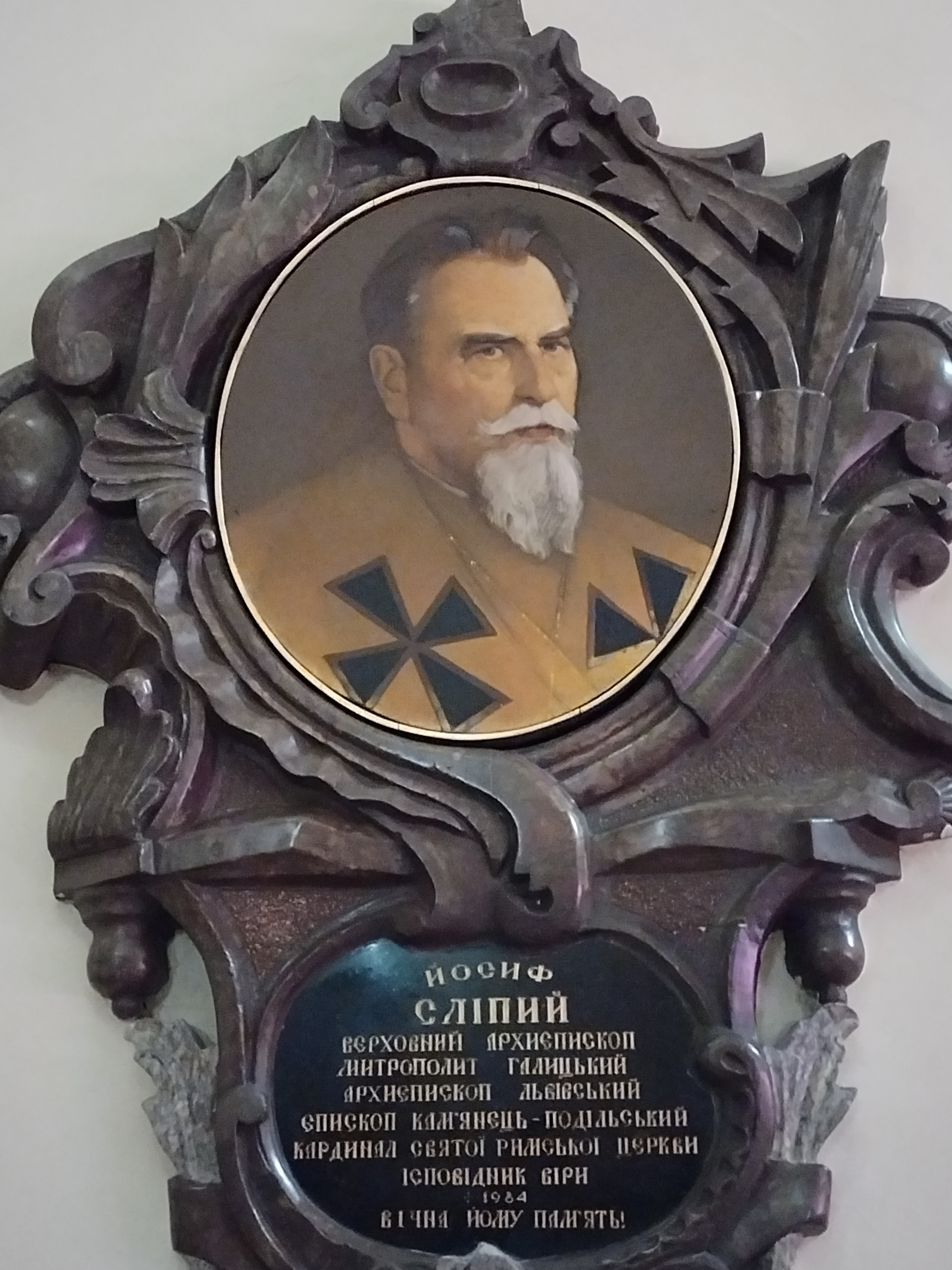
Мармуровий медальон із портретом Йосифа Сліпого на пілоні в інтер'єрі Собору Святого Юра у Львові. Художник Любомир Медвідь. 1996

Є, одначе, деякі підозри, що на заміну звільнення московськими комуністами Сліпого, Ватикан зі свого боку пішов на деякі прокомуністичні поступки, що особливо проявились уже в окремих угодовських рішеннях Другого Вселенського Ватиканського собору.
Тим не менш 11 жовтня митрополит Йосип на Вселенському соборі католицької церкви у Ватикані запропонував створити патріархат Української католицької церкви (що в добу Незалежності України і виходу з підпілля стала зватися УГКЦ).
Апостольська столиця 23 грудня 1963 року визнала, що галицький митрополит має статус Верховного архієпископа й іменувала Сліпого членом Східної конгрегації; 25 січня 1965 року папа Павло VI іменував його кардиналом. Як Верховному архієпископу йому належав титул «Блаженніший». За мучеництво і непохитну християнську позицію серед колег мав ореол СповідникаВіри (лик святості, що відзначилися відкритим оголошення своєї віри під час гонінь). З весни 1975 року Й.Сліпий користувався титулом патріарха, та Рим його таким не визнав. Одначе, 17 січня 1988 p., говорячи про недалеке святкування Тисячоріччя Хрещення Київської Русі, Папа Іван Павло II сказав: «Там в Україні є католики не тільки латинського обряду, але і східнього обряду, візантійського. Вони належать передовсім до Українського народу, їм же відповідає Українська Католицька Церква, що має свою ієрархію на Заході. В Римі, в дійсності, є Верховний Архієпископ, що в церковному праві відповідає Патріярхові». Під час зустрічі Йосипа Сліпого на аудієнції Папа Іван Павло II, виявивши повагу, підвівся та сам підійшов його привітати, що й ішло всупереч із протоколом[джерело?].Також на похороні Патріарха Святіший Отець підійшов і поцілував йому руку, що не було в традиції папства до цього часу. Папа Іван Павло II відзначав кардинала Йосифа Сліпого як великого мужа.
Керівники СРСР, починаючи від Микити Хрущова, категорично забороняли Йосипу Сліпому повертатись в Україну (від радянського паспорта не відмовився).

### Реорганізація життя УГКЦ
Верховний архієпископ від приїзду до Риму намагався організувати самоуправу помісної Української католицької церкви, очоленої патріархом (його виступ на 2-й сесії Другого Ватиканського собору). Не знайшов розуміння для своїх планів у Апостольській столиці, на думку якої створення українського католицького патріархату — «не на часі».
У 1968, 1970, 1973 і 1976 роках кардинал Сліпий відбув архієрейські подорожі країнами Європи, Америки, Азії, Австралії, щоб зміцнити зв'язки з вірними діаспори, пожвавити церковно-релігійне життя та репрезентувати Українську греко-католицьку церкву на чужині. Брав участь у трьох міжнародних євхаристійних конгресах (Бомбей, Богота, Мельбурн).
Під час відвідин пластової оселі «Вовча Тропа» в Іст-Чатгем, штат Нью-Йорк, 7 серпня 1968 року був прийнятий почесним членом пластового куреня Ватага Бурлаків.
Олег Турій стверджує, що Й. Сліпий — прихильник консервативної, суворої схоластичної методики у філософії та церковному житті.

### Синоди УГКЦ
Як Верховний архієпископ з патріаршими правами скликав кілька синодів Української греко-католицької церкви, з яких важливіші: 1969, 1971 і 1973 років. На останньому з них була ухвалена конституція патріархального устрою для УГКЦ. Свої розпорядження Сліпий вміщував у «Благовіснику Верховного Архієпископа візантійсько-українського обряду», який виходить з 1964 року.

### Римський період
У Римі за його сприяння було побудовано Собор святої Софії (посвячений у 1969).
Придбав, відновив парафіяльний храм Жировицької Матері Божої для українців-католиків, при якому заснував музей, госпіціюм (посвячений 1971).
Зорганізував Український католицький університет св. Климента (з 1963), науково-видавничу працю при ньому.
Активізував працю Українського богословського наукового товариства (відновлене в екзилі 1960) та відновив видання «Богословія» (з 1963), 1976 — журнал «Дзвони».
У науково-дослідній праці зосередився на своїй спеціальності, наближаючи томістичну схоластику до вимог східного богослов'я. З його догматичних творів важливіші про Святу Тройцю, походження Святого Духа і Святого Таїнства:
- «Die Trinitatslehre des byzantinischen Patriarchen Photios», 1921.
- «De principo spirationis in SS. Trinitate», 1926.
- «Про Святі Тайни», 1953.
- «Die Auffassung des „Lebens“ nach dem Evangelium und I.Briefe des Hl. Johannes», 1965.

Також цінні його праці на історичні, екуменічні теми.
Праці патріарха Йосипа були зібрані й перевидані як видання Українського католицького університету в Римі у 1968—1976 роках (томи І—VIII).
Помер 7 вересня 1984 в Римі

## Твори
Йосип Сліпий — автор численних наукових, передусім богословських, але також філософських та історичних праць, пастирських промов і послань, навіть описів своїх пастирських мандрівок. Ці роботи були опубліковані у 18 томах видання «Твори Патріярха і кардинала Йосипа» у 1968—1996 роках. У 2014 році Український католицький університет видав спогади Йосипа Сліпого за редакцією його багатолітнього секретаря о. Івана Дацька та Марії Горячої:
- Сліпий Й. Спомини / ред. Іван Дацько, Марія Горяча. — Вид. 2-ге. — Львів — Рим : Видавництво УКУ, 2014. — 608 с. — ISBN 978-966-2778-29-8.

## Почесні звання
За наукові досягнення кардинал Сліпий був почесним членом НТШ з 1964 року, членом Тіберійської академії в Римі — з 1965 року, почесним доктором УВУ — з 1969 року та трьох американських і одного канадського університетів.

## Перепоховання
27—29 серпня 1992 року прах кардинала перепоховали, перенесли зі собору святої Софії в Римі до крипти в соборі святого Юра у Львові.

## Вшанування пам'яті
|                                                                  |  |  |
| Пам'ятна монета НБУ номіналом 2 грн, присвячена Йосифові Сліпому |  |  |

### Пам'ятники та монументи

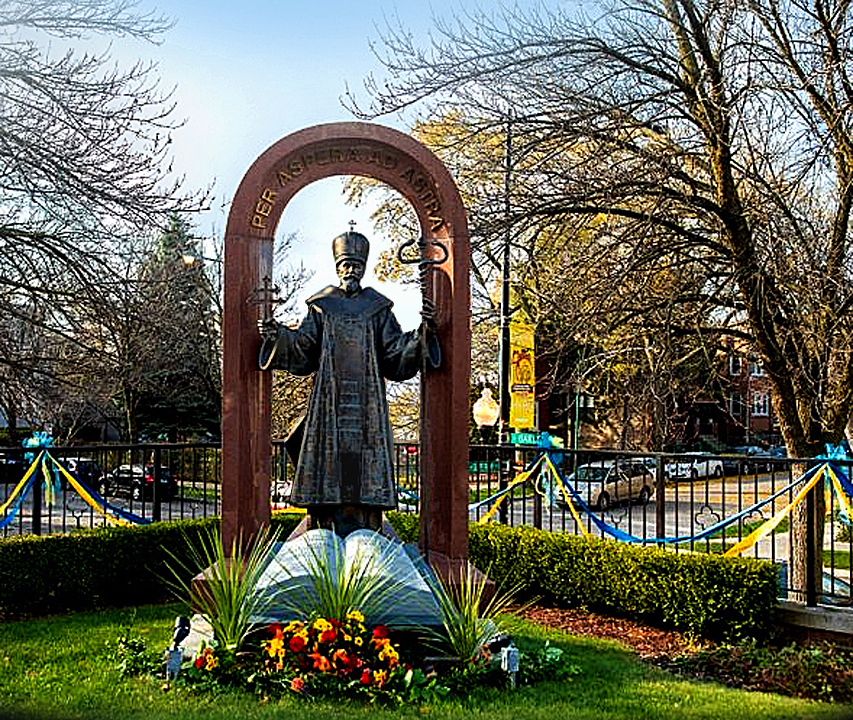
Пам'ятник ПАТРІАРХУ ЙОСИФУ СЛІПОМУ, Собор Святих Володимира та Ольги, Чикаго, США. Скульптор Євген Прокопов.

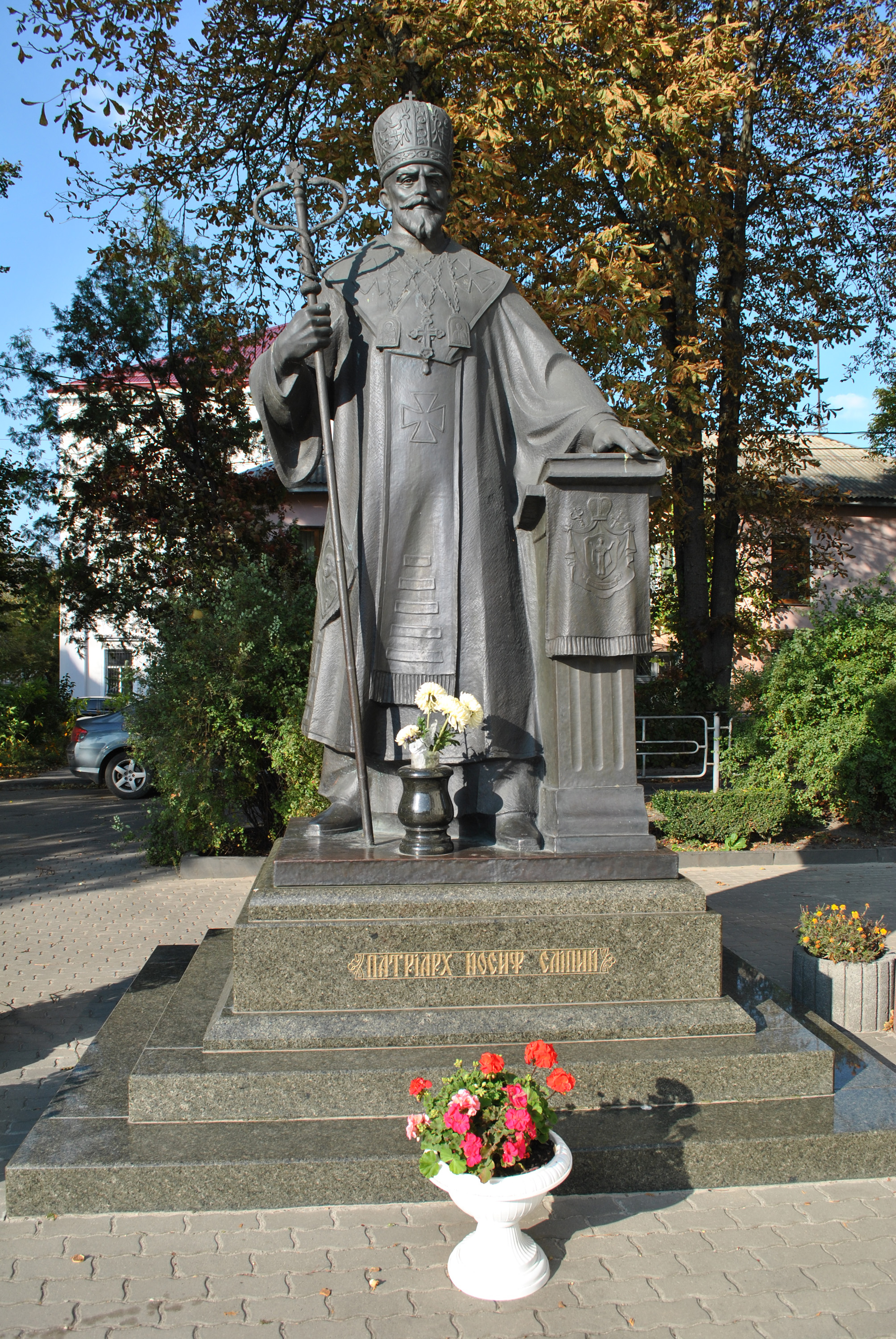
Пам'ятник патріарху Йосифу Сліпому, Тернопіль

- На честь 40-річчя Українського Католицького Собору Св. Володимира і Ольги в Чикаго, заснованого у 1969 році Йосифом Сліпим, 22 листопада 2009 року було відкрито та освячено пам'ятник кардиналу Йосифу Сліпому. Пам'ятник створений скульптором Євгеном Прокоповим.

- У с. Заздрість встановлено пам'ятний знак до 100-річчя від дня народження Йосипа Сліпого (1992) і його погруддя (1994, скульптор Е. Мисько).
- 2004 року в Тернополі перед катедрою УГКЦ за участю Преосвященнішого кардинала Любомира Гузара відкрито, освячено пам'ятник Сліпому (скульптор Роман Вільгушинський, архітектор Анатолій Водоп'ян).
- 7  вересня 2024 року в день 40-их роковин Світлої Пам'яті Кардинала Патріарха Йосифа Сліпого у Львові в Палаці Потоцьких відбулася урочиста презентація книжки внучатої племінниці Люби-Ольги Двуліт «Запах суниць: Патріарх Йосиф Сліпий в спогадах і документах» / Люба-Ольга Двуліт, за упорядництва Наталії Кіцери та Зоряни Двуліт. — Львів: Каменяр, 2024. — 512 с.: іл. ISBN 978-966-607-697-0

### Пам'ятні таблиці

Пам'ятна таблиця з барельєфом на вул. Коперника, 34 у Львові

- На теперішній будівлі головної пошти у Львові зі сторони вул. Коперника встановили пам'ятну таблицю з його барельєфом.
- 2005 року в Харкові встановили пам'ятну таблицю, яку демонтували за наказом місцевої влади у 2010 році та відновили у 2011 році[28].

### Духовний центр імені Йосипа Сліпого
- Музейно-меморіальний комплекс «Рідна хата» Патріярха Йосипа Сліпого (1998, Заздрість).

### Музеї
- У Львові 1997 року в будинку Богословської академії (нині УКУ) відкрили музей Йосипа Сліпого[29].
- У селі Заздрість є Музей-садиба Йосипа Сліпого.

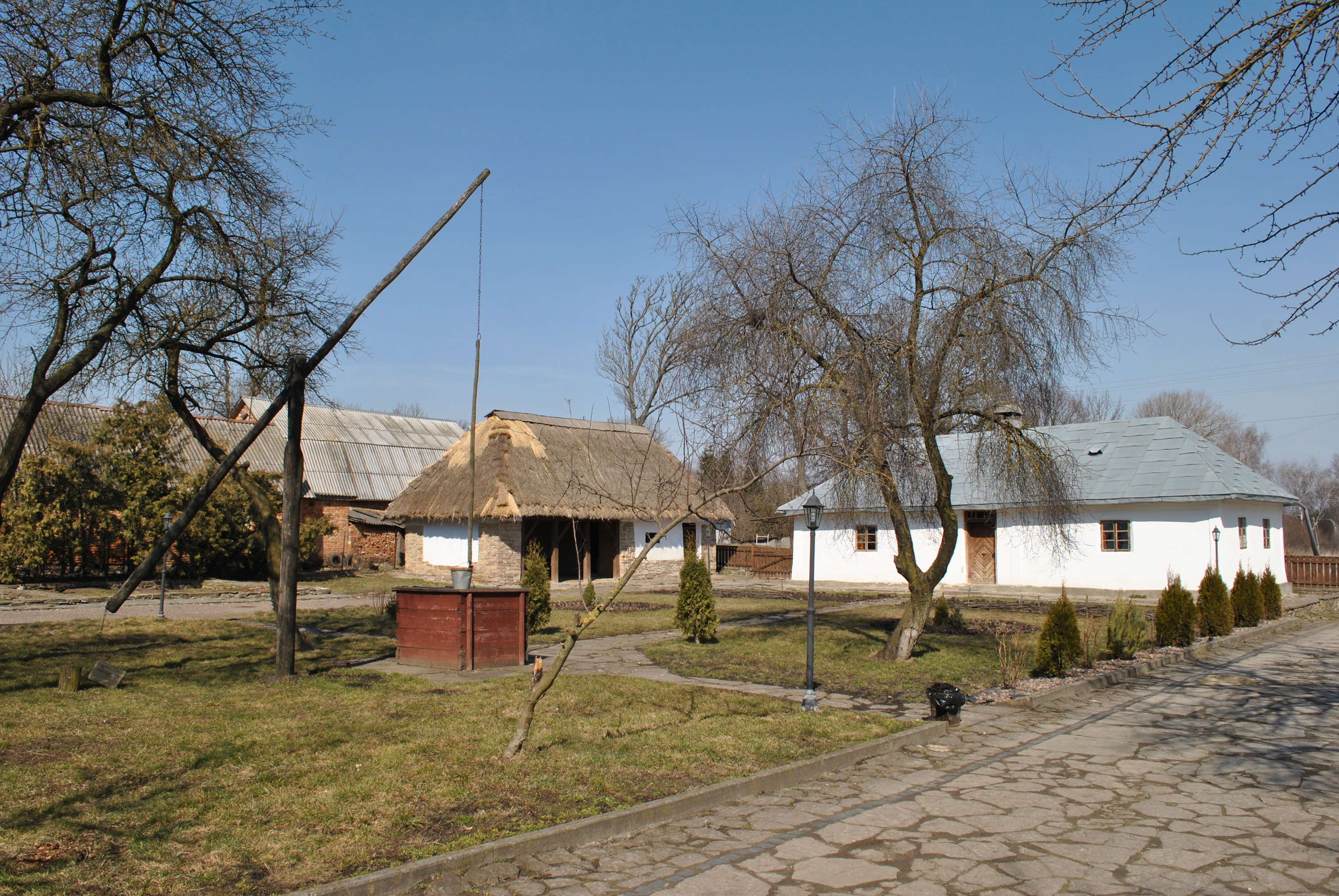
Музей-садиба Йосипа Сліпого

### Навчальні заклади
Його іменем назвали Тернопільську вищу духовну семінарію у смт Велика Березовиця Тернопільської області та НВК «Школа-колегіум Патріарха Йосипа Сліпого» в м. Тернополі.

Тернопільська вища духовна семінарія імені Патріарха Йосипа Сліпого у смт Велика Березовиця

### Монастир
31 травня 2025 року у Вінниці відбулося освячення монастиря імені слуги Божого патріарха Йосифа Сліпого. Чин освячення та Божественну Літургію очолив владика Йосиф Мілян, єпископ-помічник Київської архиєпархії у співслужінні з отцями Згромадження Воплоченого Слова в Україні.

### Вулиці
У багатьох містах є вулиці на його пошанування. Зокрема, у Львові, Тернополі, Коломиї, Калуші та інших.

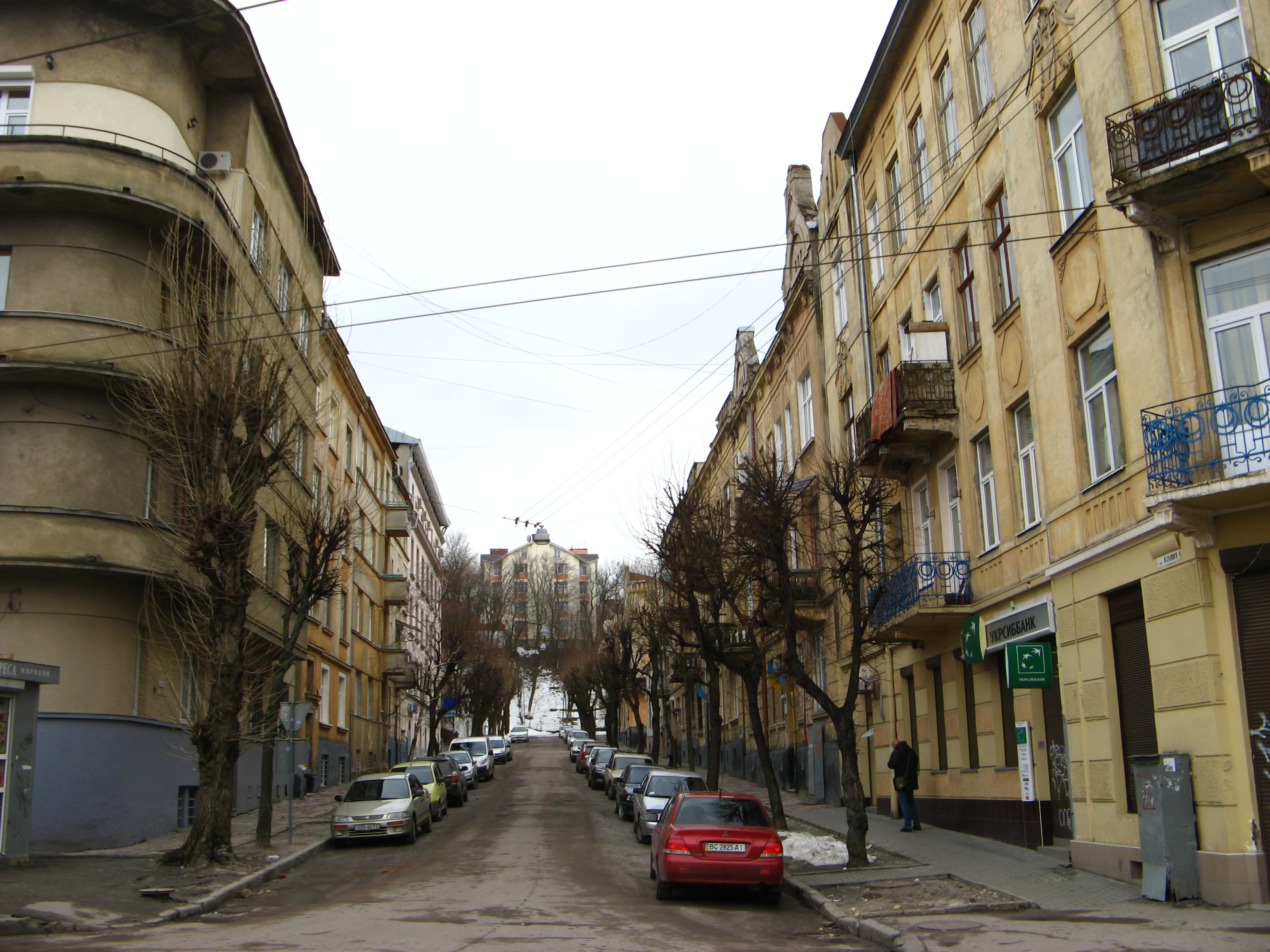
Вулиця Йосипа Сліпого у Львові

## Заходи зі вшанування пам'яті
УГКЦ оголосила 2002 роком патріарха Йосипа Сліпого, в липні у Зарваницькому духовному центрі відбулася всеукраїнська проща, присвячена 110-річчю від дня народження Йосипа Сліпого, в якій взяли участь Любомир Гузар, священники з України, Канади, США, понад 200 тисяч прочан.
22 березня 2012 року Верховна Рада України прийняла постанову про відзначення 120-річчя від дня народження Йосипа Сліпого. Парламент рекомендував Кабінету Міністрів України утворити оргкомітет, розробити, затвердити план заходів із відзначення цього ювілею на державному рівні. Верховна Рада рекомендувала органам влади сприяти виданню праць Й. Сліпого; організувати проведення у Києві науково-практичної конференції на тему: «Роль Патріарха Йосипа Сліпого в державотворенні України та формуванні національної ідентичності українського народу»; ініціювати питання щодо здійснення заходів зі збереження та реставрації об'єктів, пов'язаних з його діяльністю. Національному банку України Верховна Рада рекомендувала випустити пам'ятні монети із серії «Видатні діячі України» із зображенням Й. Сліпого, а «Укрпошті» — видати серію поштових конвертів та здійснити випуск та спецпогашення марок з його портретом.
Львівська обласна рада проголосила 2017-й рік з нагоди 125-річчя з дня народження Верховного Архієпископа Української греко-католицької церкви, багаторічного політичного в'язня радянських концтаборів — роком Йосипа Сліпого.

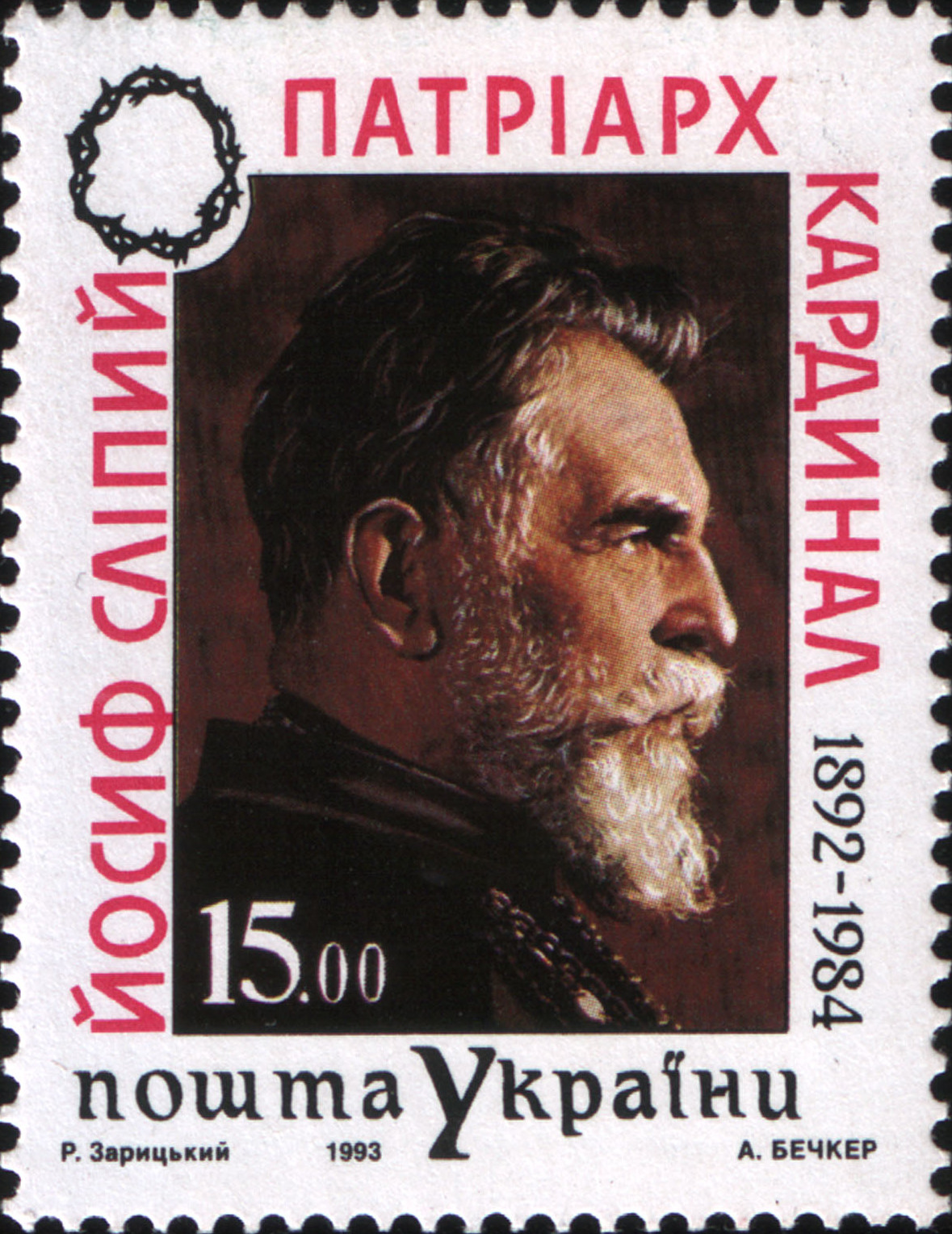
Поштова марка України, присвячена Йосипу Сліпому, 1993 рік

17 лютого 2017 року на державному рівні в Україні відзначався ювілей — 125 років з дня народження Йосипа Сліпого (1892—1984), предстоятеля Української греко-католицької церкви, архієпископа.

### Про Йосипа (Сліпого) у ЗМІ
- Василь Уліцький. «Князя церкви» Йосипа Сліпого врятував президент Кеннеді // Цікава газета на вихідні. — 2018. — 16 лютого. — С. 4.
- Розкрито правду про роль глави УГКЦ Йосифа Сліпого у вирішенні Карибської кризи 60-х років. Наукова стаття [Архівовано 31 січня 2022 у Wayback Machine.] дослідника Романа Колядюка / Інтернет-портал «Воля народу»
- ПАТРІАРХ ЙОСИФ СЛІПИЙ. Новий погляд на величну постать духовного лідера Йосифа Сліпого як члена християнського тріумвірату з порятунку людства від ядерного армагеддону. До 129-ї річниці з дня народження 17 лютого. Колядюк Р. І. «Ukrainian People» magazine (USA), March 2021  — Chicago: Published by Universe Entertainment, Inc. — с.20-23
- Всесвітня служба радіомовлення України (Radio Ukraine Intarnational) повідомила на увесь світ: ключова фігура в розв'язанні Карибської кризи 1962—1963 рр. — це кардинал Йосиф Сліпий, екс очільник Української Греко-католицькщї церкви. 17 лютого 2022  (23:19:30 — 23:43:30) в день 130 річчя великого українця в етері англійською мовою прозвучала 24хвилинна передача «Cardinal Yosyp Slipiy, head of Ukrainian Greek-Catholic Church, crucial figure in resolving 1962—1963 Caribbean crisis». Редактор: Андрій Бондар, ведуча: Віра Кравченко, інтерв'ю з дослідником Романом Колядюком.
- Роль Йосифа Сліпого у вирішенні Карибської кризи потрібно вивчати у школі.Величний українець, по суті, врятував світ від ракетно-ядерної катастрофи планетарного масштабу. Роман Колядюк. 17.02.2022 18:00. УКРІНФОРМ
- січня 1965 року патріарх Йосиф Сліпий став кардиналом Католицької Церкви